# Шмидт, Уиллард
Уиллард Шмидт (англ. Willard Theodore Schmidt, 14 февраля 1910, Swanton, Небраска — 13 апреля 1965, Коффивилл, Канзас) — американский баскетболист, участник летних Олимпийских игр 1936 года в Берлине, олимпийский чемпион.

## Биография
Уиллард Шмидт был центровым баскетбольной команды Крейтонского университета. В середине 1930 годов он играл в команде McPherson Globe Oilers. На Олимпиаде 1936 года сыграл лишь в одной игре — со сборной Эстонии, в которой принёс команде 8 очков.